# Криницын, Юрий Иванович
Ю́рий Ива́нович Крини́цын (род. 1938, Москва, РСФСР, СССР) — советский серийный убийца, грабитель и вымогатель. В период с января по сентябрь 1975 года совершил три убийства в Риге. Позже угрожал убийством и вымогал деньги у советского композитора Раймонда Паулса. Был признан невменяемым и направлен на принудительное лечение.

## Биография

### Жизнь до убийств
Юрий Криницын родился в Москве в 1938 году. Позже с семьёй перебрался жить в Ригу (Латвийская ССР). 13 августа 1950 года он вместе с родителями путешествовал на прогулочном пароходе «Маяковский». Ожидавшая на причале толпа людей не стала дожидаться выгрузки пассажиров и начала подниматься на палубу. В результате пароход не выдержал нагрузки и стал тонуть. За несколько минут погибли 147 человек, в том числе и родители Криницына.
Мальчика спасли, но его мозг долгое время не получал кислорода, ребёнок пережил сильнейший стресс. В дальнейшем ему поставили диагноз «реактивный психоз». Позже Криницын устроился работать в конструкторское бюро магнитной гидродинамики и женился, но брак не сложился. Жена постоянно упрекала его за низкий заработок и изменяла ему, хотя он получал хорошую по советским меркам зарплату в 200 рублей. Криницын приобрёл у знакомого пистолет Люгера и стал ходить в лес — стрелять по мишеням, чтобы выпустить накопившуюся злобу.

### Убийства
Однажды Криницын в очередной раз поссорился с женой и отправился в лес, прихватив пистолет. Гуляя по лесу, он заметил на поляне машину со спящим внутри неё водителем. Криницын попытался выстрелить в водителя, но пистолет дал осечку, Криницын поспешил удалиться.
В январе 1975 года Криницын познакомился с частным таксистом Меккерсом, который в прошлом был немецким шпионом и находился в Латвии на нелегальном положении. Криницын подошёл к нему и предложил отвезти за город, потом застрелил Меккерса и похитил у него 20 рублей 63 копейки, которые сразу же потратил на подарки жене. Машину отогнал в Ригу и оставил на видном месте.
14 сентября 1975 года он совершил новое преступление. Выстрелом в затылок убил старшего оперуполномоченного Комитета Государственной Безопасности при Совете Министров Латвийской ССР Маркина. Следствие стало подозревать в убийстве Маркина агентов иностранных спецслужб, так как в ходе преступления было применено оружие иностранного производства (пистолет Люгера). На самом деле Криницын даже не знал, кого он застрелил.
27 сентября 1975 года Криницын убил офицера А. Сердечного — работника армейской контрразведки. Убийство он совершил по той же схеме, что и с Меккерсом. Подсел к жертве в машину, попросил подвезти до нужного места, а по дороге застрелил. Машину с телом отогнал к зданию КГБ.

### Шантаж Раймонда Паулса
Однажды на автобусной остановке Криницын подслушал разговор двух женщин. Они обсуждали материальное состояние знаменитого композитора Раймонда Паулса. Одна из женщин сказала другой, что для Паулса 17 тысяч рублей, как для неё 17 рублей. Именно такую сумму Криницын решил потребовать у Паулса. Он планировал сначала получить деньги, а затем убить композитора, чтобы прославиться.
24 декабря 1975 года Криницын позвонил Раймонду Паулсу и потребовал у него 17 тысяч рублей, в противном случае пообещав убить его самого и членов его семьи. Он упомянул, что в городе уже убили семерых людей и Паулс будет восьмой жертвой. Следствие в кратчайшие сроки разработало спецоперацию по поимке преступника.
25 декабря в назначенное время и в назначенном месте Паулс оставил портфель, в котором вместо денег находился пиротехнический заряд с краской. Через пару минут Криницын подошёл к портфелю, оглянулся, схватил его и бросился бежать. Он забежал в подъезд, открыл чемодан и был обрызган краской, его задержали оперативники.

### Арест и принудительное лечение
На допросе Криницын сначала отрицал причастность к вымогательству, говорил, что случайно нашёл портфель и захотел забрать его с собой. Однако Паулс опознал его по голосу. Позже Криницын сознался в убийстве троих человек и вымогательстве. По результатам судебно-психиатрической экспертизы Криницын был признан невменяемым и направлен на принудительное лечение в ПБСТИН в Калининградской области (Черняховск). В психбольнице он полностью деградировал и разучился говорить.
После распада СССР российское МВД предлагало независимой Латвии забрать Криницына к себе, но та категорически отказалась.

## В массовой культуре
- Документальный фильм «Пуля для маэстро» из цикла «Следствие вели» (2011)
- Документальный фильм «Убить композитора» из цикла «Легенды советского сыска» (2013)

## Комментарии
1. ↑  В разных источниках порядок убийств отличается